# Georg IV. Fuchs von Rügheim

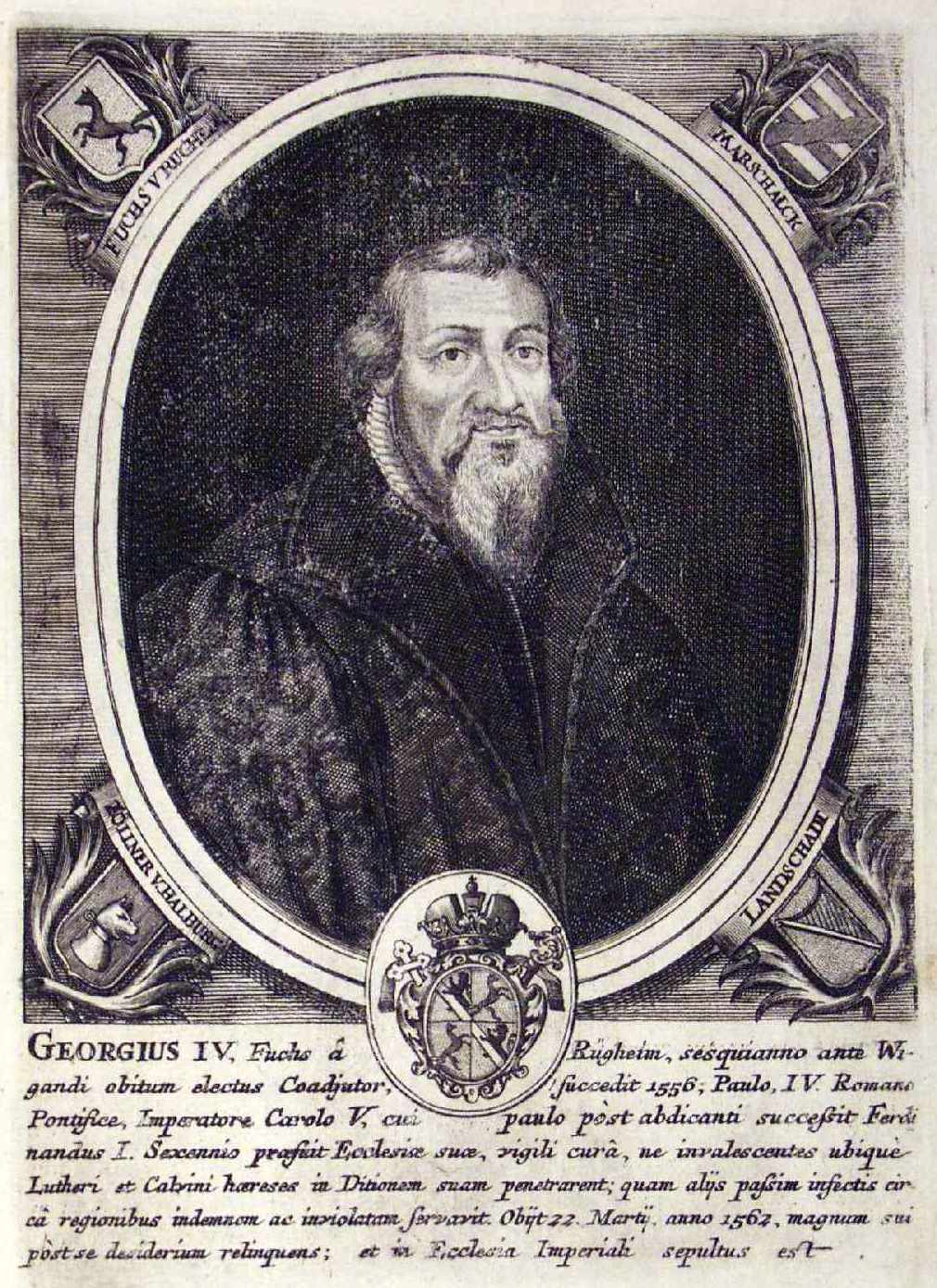
Georg Fuchs von Rügheim, Kupferstich von Johann Salver

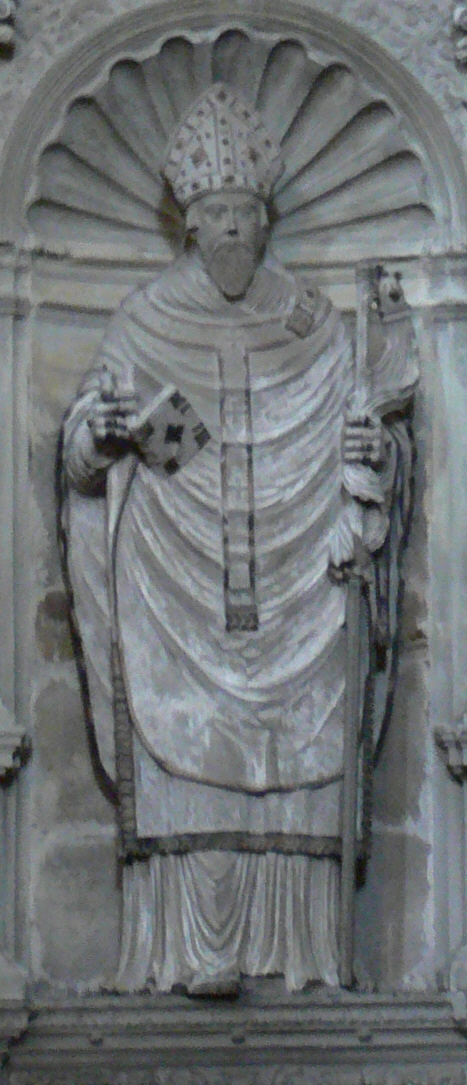
Epitaph Georg Fuchs von Rügheim im Bamberger Dom

Georg Fuchs von Rügheim (* 6. Februar 1519; † 22. März 1561) war von 1556 bis zu seinem Tode 1561 als Georg IV. Bischof von Bamberg und Fürstbischof des Hochstiftes Bamberg.

## Georg Fuchs von Rügheim im Familienkontext
Georg Fuchs von Rügheim stammte aus der fränkischen reichsfreien Adelsfamilie von Fuchs (siehe auch Liste fränkischer Rittergeschlechter). Der Bezugsort Rügheim ist heute ein Stadtteil von Hofheim im unterfränkischen Landkreis Haßberge. Die Familie ist weitverzweigt und hat noch verschiedene Ortschaften als Zusätze in den Namen aufgenommen (Johann Georg II. Fuchs von Dornheim war Bamberger Bischof von 1623 bis 1633).

## Leben
Georg Fuchs von Rügheim studierte 1535 an der Universität Erfurt und war 1537 an der Universität Heidelberg und 1539 an der Universität Ingolstadt immatrikuliert.
Zur Zeit seiner Ernennung zum Fürstbischof war Paul IV. Papst und Karl V. Kaiser.
Er löste 1557 die von seinem Vorgänger an die Burggrafen von Nürnberg verpfändete Burg Veldenstein wieder aus.

## Wappen
Das Wappen des Fürstbischofs ist geviert. Die Felder zwei und drei greifen das Familienwappen derer von Fuchs auf. Bei Siebmacher ist dies in Gold ein springender roter Fuchs. Die Helmzier mit rot-goldenen Decken zeigt einen eingestulpten roten Hut, auf dem ein Fuchs sitzt. Die übrigen beiden Felder zeigen für Bamberg den schwarzen Löwen, belegt mit einer silbernen Schrägleiste auf goldenem Grund.

## Grabdenkmal im Bamberger Dom
Sein Grabdenkmal befindet sich im Bamberger Dom. Es ist eine Arbeit von Kilian Sorg.